# Batchworth
Batchworth – wieś w Anglii, w hrabstwie Hertfordshire. Leży 33 km na południowy zachód od miasta Hertford i 27 km na północny zachód od centrum Londynu. W 2001 miejscowość liczyła 206 mieszkańców.